# William Henry (chimiste)
Pour les articles homonymes, voir William Henry et Henry.
William Henry (né le 12 décembre 1774 à Manchester, décédé le 2 septembre 1836) est un physicien et chimiste britannique. En 1803, il énonce la loi sur la dissolution des gaz dans les liquides, appelée loi de Henry.
Fils de Thomas Henry (1734-1816), un apothicaire et chimiste, William Henry est né à Manchester. Il commence à étudier la médecine à Édimbourg en 1795 et obtient son doctorat en 1807, mais il interrompt rapidement ses activités de médecin pour se consacrer à la recherche en chimie.